# Alžběta Habsburská (1554–1592)
Alžběta Habsburská (německy Elisabeth von Habsburg/Österreich, 5. července 1554, Vídeň – 22. ledna 1592 tamtéž) byla rakouská arcivévodkyně a jako manželka francouzského krále Karla IX. francouzskou královnou.

## Biografie

### Původ, mládí
Narodila se jako druhá dcera (páté dítě) císařského manželského páru Maxmiliána II. a Marie Španělské. Spolu se svou starší sestrou Annou a bratrem Matyášem strávila šťastné dětství v Stallburgu u Vídně. Otec ji často navštěvoval, Alžběta byla jeho miláček. Byla mu podobná nejen zevnějškem, ale i povahou.
Byla považovaná za jednu z nejkrásnějších žen evropských panovnických domů té doby, se zlatými vlasy, líbeznou tváří a okouzlujícím úsměvem. Nebyla však pouze krásná; básník Brantôme o ní napsal: „...byla jednou z nejlepších, nejmoudřejších, nejněžnějších a nejctnostnějších královen, které kdy panovaly.“ Současníci se shodují na její inteligenci, ostýchavosti, počestnosti, laskavém srdci a především ryzí zbožnosti.

### Francouzská královna

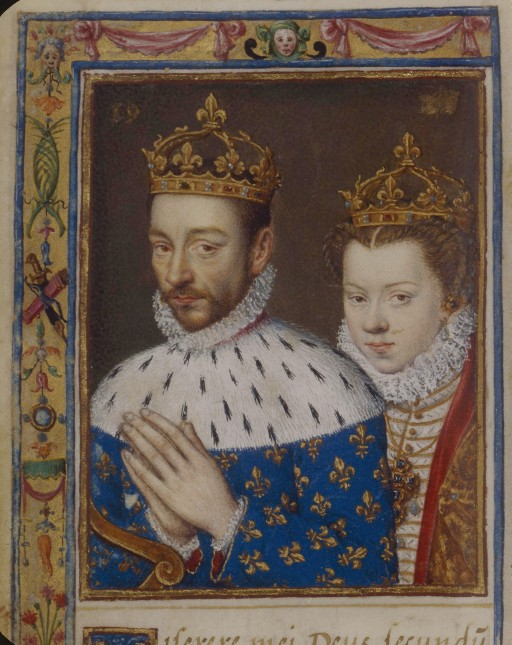
Alžběta Habsburská a Karel IX.

V roce 1570 se provdala za francouzského krále Karla IX.; manželství mělo upevnit francouzsko-rakouské spojenectví. Sňatek se uskutečnil s velkou pompou v Mézières a značně vyčerpal královskou pokladnu. Dne 25. března roku 1571 byla korunována francouzskou královnou. O rok později porodila své jediné dítě – dceru Marii Alžbětu (27. října 1572 – 9. dubna 1578). Manžel byl Alžbětě systematicky nevěrný se svou dlouholetou milenkou Marií Touchetovou (1549–1638), s níž měl nemanželského syna Karla, narozeného roku 1573.

Alžběta byla vychována velmi konzervativně a byla silně nábožensky založená. Karel věda, že skandály na francouzském dvoře by mohly Alžbětu šokovat, se snažil – spolu se svou matkou Kateřinou Medicejskou – chránit Alžbětu, kterou si zamiloval, přede všemi excesy. Mohla chodit dvakrát denně na mši a nikdo se nepozastavoval nad její pobožností.
Karel trpěl záchvaty šílenství a v těch obdobích se neukazoval na veřejnosti. Přes tento jeho handikep Alžběta záhy otěhotněla a opustila Paříž – odjela na venkov, do Fontainebleau. Právě tam se dověděla o masakru o Bartolomějské noci v srpnu roku 1572, kdy tisíce francouzských hugenotů zůstaly zabity na ulicích Paříže. Alžběta orodovala u krále a podařilo se jí zachránit životy alespoň cizozemců, především Němců. Jejich dcera Marie Alžběta se narodila dva měsíce po masakru.

### Vdova
Karel IX. v roce 1574 zemřel v čtyřiadvaceti letech. Po jeho smrti Alžběta odmítla návrh svého otce, aby se provdala za mladšího bratra manželova, Jindřicha III. Dvacetiletá vdova polovinu svého jmění přenechala Markétě z Valois, sestře svého zemřelého manžela, a v roce 1575 se vrátila zpět do rodného Rakouska. V Rakousku jí v roce 1578 zemřela na neznámou infekci šestiletá dcerka a Alžběta zde roku 1580 založila klášter klarisek u vídeňského Stallburgu, do něhož se sama uchýlila. V Praze, kde žil její bratr Rudolf II., se starala o rekonstrukci kaple Všech svatých na Pražském hradě.
Alžběta zemřela v necelých čtyřiceti letech v roce 1592 na infekční onemocnění a byla pochována ve Stallburgu v klášterním kostele Andělské Matky Boží. Po sekularizaci kláštera v roce 1871 a převzetí kostela augšpurskou církví byly její ostatky přeneseny do krypty vídeňské katedrály .

## Vývod z předků
|                    |                          |  |                         |                             |  |  |  |  |  |  |  | Maxmilián I. Habsburský |
|                    |                          |  |                         |                             |  |  |  |  |  |  |  |                         |
|                    | Filip I. Kastilský       |  |                         |                             |  |  |  |  |  |  |  |                         |
|                    |                          |  |                         |                             |  |  |  |  |  |  |  |                         |
|                    |                          |  |                         | Marie Burgundská            |  |  |  |  |  |  |  |                         |
|                    |                          |  |                         |                             |  |  |  |  |  |  |  |                         |
|                    | Ferdinand I. Habsburský  |  |                         |                             |  |  |  |  |  |  |  |                         |
|                    |                          |  |                         |                             |  |  |  |  |  |  |  |                         |
|                    |                          |  |                         | Ferdinand II. Aragonský     |  |  |  |  |  |  |  |                         |
|                    |                          |  |                         |                             |  |  |  |  |  |  |  |                         |
|                    | Jana I. Kastilská        |  |                         |                             |  |  |  |  |  |  |  |                         |
|                    |                          |  |                         |                             |  |  |  |  |  |  |  |                         |
|                    |                          |  |                         | Isabela I. Kastilská        |  |  |  |  |  |  |  |                         |
|                    |                          |  |                         |                             |  |  |  |  |  |  |  |                         |
|                    | Maxmilián II. Habsburský |  |                         |                             |  |  |  |  |  |  |  |                         |
|                    |                          |  |                         |                             |  |  |  |  |  |  |  |                         |
|                    |                          |  |                         | Kazimír IV. Jagellonský     |  |  |  |  |  |  |  |                         |
|                    |                          |  |                         |                             |  |  |  |  |  |  |  |                         |
|                    | Vladislav Jagellonský    |  |                         |                             |  |  |  |  |  |  |  |                         |
|                    |                          |  |                         |                             |  |  |  |  |  |  |  |                         |
|                    |                          |  |                         | Alžběta Habsburská          |  |  |  |  |  |  |  |                         |
|                    |                          |  |                         |                             |  |  |  |  |  |  |  |                         |
|                    | Anna Jagellonská         |  |                         |                             |  |  |  |  |  |  |  |                         |
|                    |                          |  |                         |                             |  |  |  |  |  |  |  |                         |
|                    |                          |  |                         | Gaston II. z Foix-Candale   |  |  |  |  |  |  |  |                         |
|                    |                          |  |                         |                             |  |  |  |  |  |  |  |                         |
|                    | Anna de Foix a Candale   |  |                         |                             |  |  |  |  |  |  |  |                         |
|                    |                          |  |                         |                             |  |  |  |  |  |  |  |                         |
|                    |                          |  |                         | Kateřina z Foix-Candale     |  |  |  |  |  |  |  |                         |
|                    |                          |  |                         |                             |  |  |  |  |  |  |  |                         |
| Alžběta Habsburská |                          |  |                         |                             |  |  |  |  |  |  |  |                         |
|                    |                          |  |                         |                             |  |  |  |  |  |  |  |                         |
|                    |                          |  | Maxmilián I. Habsburský |                             |  |  |  |  |  |  |  |                         |
|                    |                          |  |                         |                             |  |  |  |  |  |  |  |                         |
|                    | Filip I. Kastilský       |  |                         |                             |  |  |  |  |  |  |  |                         |
|                    |                          |  |                         |                             |  |  |  |  |  |  |  |                         |
|                    |                          |  |                         | Marie Burgundská            |  |  |  |  |  |  |  |                         |
|                    |                          |  |                         |                             |  |  |  |  |  |  |  |                         |
|                    | Karel V. Habsburský      |  |                         |                             |  |  |  |  |  |  |  |                         |
|                    |                          |  |                         |                             |  |  |  |  |  |  |  |                         |
|                    |                          |  |                         | Ferdinand II. Aragonský     |  |  |  |  |  |  |  |                         |
|                    |                          |  |                         |                             |  |  |  |  |  |  |  |                         |
|                    | Jana I. Kastilská        |  |                         |                             |  |  |  |  |  |  |  |                         |
|                    |                          |  |                         |                             |  |  |  |  |  |  |  |                         |
|                    |                          |  |                         | Isabela I. Kastilská        |  |  |  |  |  |  |  |                         |
|                    |                          |  |                         |                             |  |  |  |  |  |  |  |                         |
|                    | Marie Španělská          |  |                         |                             |  |  |  |  |  |  |  |                         |
|                    |                          |  |                         |                             |  |  |  |  |  |  |  |                         |
|                    |                          |  |                         | Ferdinand Portugalský       |  |  |  |  |  |  |  |                         |
|                    |                          |  |                         |                             |  |  |  |  |  |  |  |                         |
|                    | Manuel I. Portugalský    |  |                         |                             |  |  |  |  |  |  |  |                         |
|                    |                          |  |                         |                             |  |  |  |  |  |  |  |                         |
|                    |                          |  |                         | Beatrice, vévodkyně z Viseu |  |  |  |  |  |  |  |                         |
|                    |                          |  |                         |                             |  |  |  |  |  |  |  |                         |
|                    | Isabela Portugalská      |  |                         |                             |  |  |  |  |  |  |  |                         |
|                    |                          |  |                         |                             |  |  |  |  |  |  |  |                         |
|                    |                          |  |                         | Ferdinand II. Aragonský     |  |  |  |  |  |  |  |                         |
|                    |                          |  |                         |                             |  |  |  |  |  |  |  |                         |
|                    | Marie Aragonská          |  |                         |                             |  |  |  |  |  |  |  |                         |
|                    |                          |  |                         |                             |  |  |  |  |  |  |  |                         |
|                    |                          |  |                         | Isabela I. Kastilská        |  |  |  |  |  |  |  |                         |
|                    |                          |  |                         |                             |  |  |  |  |  |  |  |                         |